# Elecció papal de 1187 (octubre)
L'elecció papal de l'octubre de 1187 es va convocar després de la mort del papa Urbà III pel 21 d'octubre i s'acabà amb l'elecció del cardenal Alberto Sartori di Morra, que prengué el nom de papa Gregori VIII.
A la mort del papa Urbà III hi havia probablement 23 cardenals. Segons l'anàlisi de les subscripcions a les butlles papals d'octubre de 1187 es pot concloure que tretze dels 23 cardenals van participar en l'elecció del successor d'Urbà III. D'aquests sis van ser creats pel Papa Luci III, cinc pel Papa Alexandre III, un pel Papa Luci II i un pel Papa Adrià IV. Probablement hi havia deu cardenals absents, sis creats per Luci III, tres per Alexandre III i un per Adrià IV.
El papa Urbà III va morir a Ferrara el 20 d'octubre de 1187. L'endemà tretze cardenals presents en el seu llit de mort van començar a iniciar els tràmits per elegir el seu successor. Hi havia tres candidats pel tron papal: Henri de Marsiac, Paolo Scolari i Alberto di Morra. However, Henri de Marsiac va refusar ser Papa, mentre que Paolo Scolari es va excloure perquè estava seriosament malalt, el que va fer qu enomés quedés un el vell canceller papal Alberto di Morra, que el 21 d'octubre de 1187 fou elegit per unanimitat i prengué el nom de Gregori VIII.